# François-Achille Bazaine

François Achille Bazaine

François-Achille Bazaine (* 13. Februar 1811 in Versailles; † 23. September 1888 in Madrid) war ein französischer General. Während seiner Karriere stieg er vom einfachen Soldaten bis zum Marschall von Frankreich auf. Mit der Fremdenlegion nahm er am Ersten Carlistenkrieg in Spanien und der französischen Eroberung Algeriens teil. Im Krimkrieg war er 1855 Militärgouverneur von Sewastopol, danach diente er als Divisionskommandeur im Sardinischen Krieg gegen Österreich.
Von 1863 bis 1867 kommandierte er das französische Expeditionskorps in Mexiko. Im Deutsch-Französischen Krieg war er 1870 Befehlshaber der Rheinarmee, bis er nach der Belagerung von Metz am 27. Oktober 1870 kapitulierte. Nach dem Krieg wurde er degradiert und zum Tode verurteilt, die Strafe jedoch durch Begnadigung in 20 Jahre Festungshaft umgewandelt. Aus dem Gefängnis auf der Insel Sainte-Marguerite konnte er 1874 ins Exil nach Spanien fliehen.

## Leben

### Frühes Leben, Algerien und Spanien
Achille Bazaine war ein nicht ehelicher Sohn des Militäringenieurs Pierre-Dominique Bazaine und der Wäsche- und Kurzwarenhändlerin Marie-Madeleine Vasseur. Sein älterer Bruder, der ebenfalls Pierre-Dominique Bazaine hieß (1809–1893), wurde Brücken- und Eisenbahnbauingenieur.
Nachdem er die Aufnahmeprüfung für die École polytechnique nicht bestanden hatte, trat er 1831 als einfacher Soldat der Infanterie in die Armee ein. Noch im selben Jahr wurde er zum Korporal, im Jahr darauf zum Sergent fourrier befördert. Ab August 1832 diente er in der Fremdenlegion, die im französischen Eroberungskrieg in Algerien eingesetzt wurde. Nach einer Verwundung in der Schlacht an der Macta 1835 wurde er zum Leutnant befördert und als Ritter der Ehrenlegion ausgezeichnet. König Louis-Philippe überließ seine Fremdenlegion ab 1835 der spanischen Königin Maria Christina, um die carlistische Guerilla zu bekämpfen. Dort war Bazaine bis 1838 im Einsatz.
Ab 1839 wieder in Algerien, nahm er im Folgejahr an den Expeditionen nach Miliana, Marokko und in die Kabylei teil. 1844 wurde er zum Bataillonskommandeur der Linieninfanterie in Tlemcen befördert, im Jahr darauf erhielt er das Offizierskreuz der Ehrenlegion. Mittlerweile im Rang eines Obersten trat er 1851 an die Spitze des ersten Regiments der Fremdenlegion. Er heiratete 1852 die Spanierin Maria de la Soledad Gregorio Tormo.

### Krim und Sardinischer Krieg
1854 wurde er Maréchal de camp (entspricht einem Brigadegeneral) und übernahm das Kommando über zwei Regimenter der Fremdenlegion innerhalb der Armée d'Orient, die im Krimkrieg gegen Russland kämpfte. In dieser Stellung nahm er an der Belagerung von Sewastopol teil, wobei er sich durch Organisationstalent und die Führung seiner beiden Regimenter auszeichnete. Nach der Einnahme der Festung wurde er im September 1855 zum Kommandanten von Sewastopol ernannt und zum Divisionsgeneral befördert. Im Monat darauf befehligte er mit Umsicht und Erfolg die französischen Landungstruppen, welche die russische Festung Kinburn an der Mündung des Dnepr einnahmen. Nach seiner Rückkehr nach Frankreich übernahm er das Kommando der 19. Infanteriedivision.
Im Jahre 1859 nahm er im Sardinischen Krieg wichtigen Anteil an der Erstürmung von Melegnano (8. Juni) und an der Schlacht von Solferino (24. Juni). Nach seiner Rückkehr wurde ihm die Inspektion über mehrere Infanteriedivisionen übertragen.

### Intervention in Mexiko

François Achille Bazaine während des Mexikofeldzuges in einem Gemälde von Jean-Adolphe Beauce (1867)

1862 ging er als Divisionskommandeur nach Mexiko, wo nach dem Sieg der Liberalen im Bürgerkrieg (1858–1861)  französische Truppen gegen die Regierung der mexikanischen Republik intervenierten. Nach der Belagerung und Einnahme von Puebla am 19. Mai 1863 und dem Abgang des Marschalls Élie-Frédéric Forey übernahm Bazaine den Oberbefehl über das französische Expeditionskorps. Am 9. Juni 1863 nahmen die Franzosen Mexiko-Stadt ein.
Für das zweite Kaiserreich Mexiko setzten die Franzosen einen Regentschaftsrat ein, bevor 1864 der Habsburgerprinz Maximilians I. zum Kaiser gekrönt wurde. Dass Mexiko mit Benito Juárez seit 1861 einen demokratisch und verfassungskonform gewählten Staatspräsidenten hatte und ihr eigenes Handeln illegal war, übergingen sie.
Am 5. September 1864 ernannte Napoleon III. Bazaine zum Marschall von Frankreich und zum Senator. Nach dem Tod seiner ersten Ehefrau heiratete der 54-jährige Bazaine die 17-jährige mexikanische Aristokratentochter Josefa Peña Azcárate. Nach zunehmendem mexikanischem und internationalem Protest (insbesondere der USA) über die Fremdherrschaft zog sich Bazaine mit der französischen Armee im Februar 1867 aus Mexiko zurück.

### Deutsch-Französischer Krieg

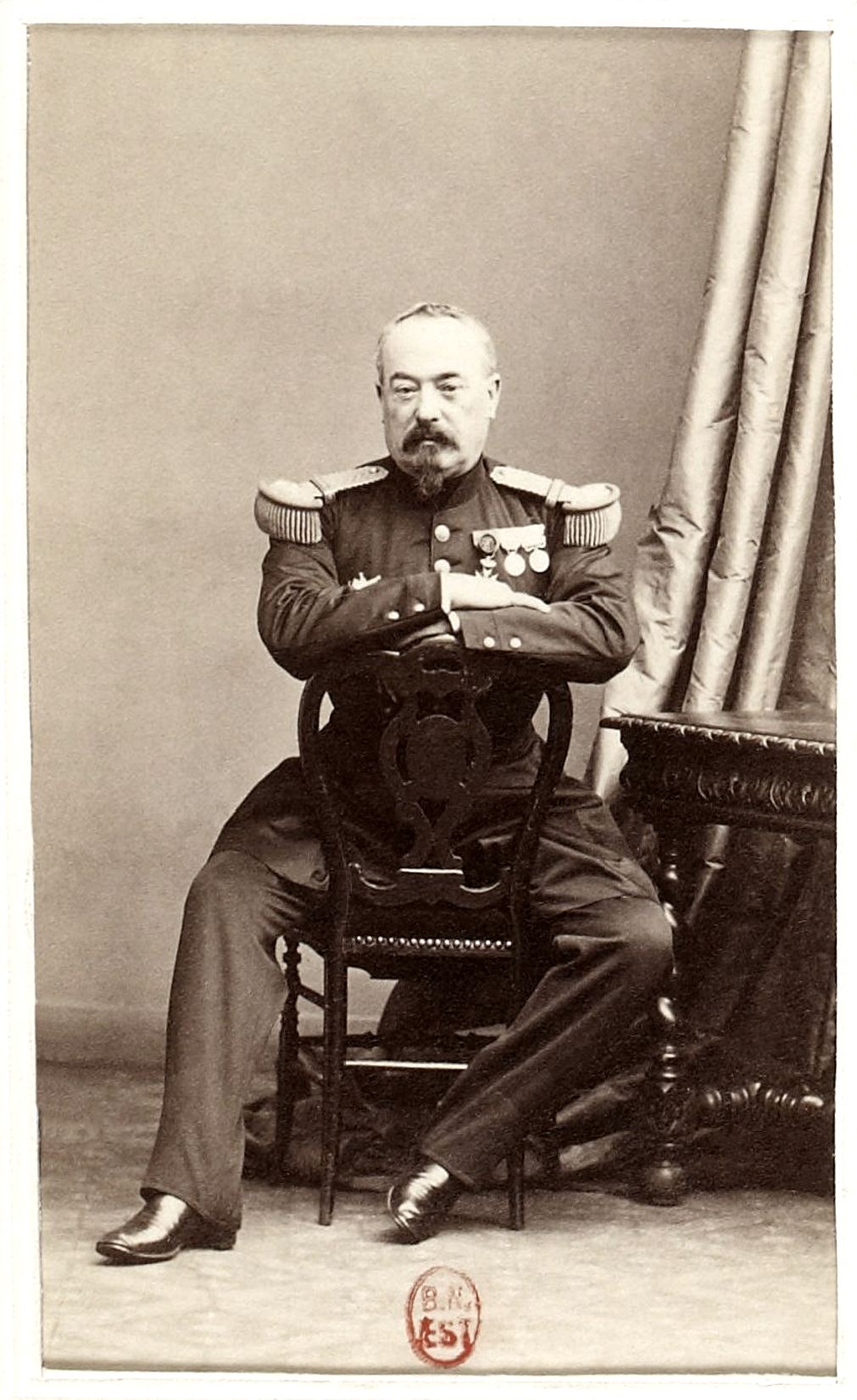
Maréchal Bazaine. Photographie von Eugène Disdéri, ca. 1870

Zurück in Frankreich übernahm Bazaine das Kommando des 3. Armeekorps, 1869 ernannte ihn Napoleon III. zum Chef der Kaiserlichen Garde. Drei Tage vor Ausbruch des Deutsch-Französischen Krieges wurde er zum Befehlshaber des 3. Korps der Rheinarmee ernannt.
Durch sein Zögern trug Bazaine dazu bei, dass französische Truppen die Schlacht bei Spichern (6. August 1870) verloren. Das 2. französische Korps unter General Charles Auguste Frossard hatte sich am 3. bis 5. August auf die Höhen von Spichern zurückgezogen und dort Stellungen feldmäßig befestigt. Frossard stand von seinem Quartier im Forbacher Rathaus aus mit Bazaine in Sankt Avold in Verbindung. Am 6. August griffen deutsche Truppen eigenmächtig diese Stellungen an. Andere deutsche Truppen beschleunigten ihren Vormarsch und griffen ab 15 Uhr in den Kampf ein, der sich bald zu Gunsten der Preußen wendete. Frossard wurde am frühen Nachmittag in seinem Quartier in Forbach vom Anrücken der preußischen Verstärkung informiert und bat seinen Vorgesetzten Bazaine dringend um Hilfe (zuvor hatte er angebotene Verstärkungen abgelehnt). Bazaine hatte Einheiten in Sankt Avold (nur 30 Eisenbahnkilometer westlich), zögerte aber mit deren Entsendung. Für die Deutschen war mit dem Sieg bei Spichern der Weg nach Metz frei; sie konnten ihren zügigen Vormarsch fortsetzen.
Anstelle Edmond Lebœufs übernahm Bazaine am 12. August 1870 den Oberbefehl über die französische Rheinarmee. Nach der Schlacht bei Mars-la-Tour am 16. August befahl Bazaine den Rückzug in die Festung Metz. Dort waren seine Truppen nach der Niederlage in der Schlacht bei Gravelotte am 18. August eingeschlossen und wurden über zwei Monate von den Deutschen unter Constantin von Alvensleben belagert.
Nach der Niederlage in der Schlacht von Sedan, der Kapitulation und Gefangennahme des Kaisers Napoleon III. weigerte sich Bazaine, die am 4. September ausgerufene Dritte Republik anzuerkennen. Stattdessen versuchte er, mit der nach England geflohenen Kaiserin Eugénie und mit der deutschen Seite zu verhandeln, um „Frankreich vor sich selbst zu retten“ («sauver la France d'elle-même»): Er wollte die Deutschen um ein Ende der Belagerung bitten, um mit seiner Armee gegen die republikanische Regierung in Paris vorzugehen und das Kaiserreich wiederherzustellen. Dazu kam es aber nicht. Nachdem die Lebensmittelvorräte aufgebraucht waren, kapitulierte Bazaine in Metz am 27. Oktober 1870 mit ca. 140.000 Mann, die in deutsche Gefangenschaft gingen.

### Verurteilung, Haft und Flucht
Die Kapitulation von Metz erregte in Frankreich höchste Erbitterung gegen Bazaine, auf den man so große Hoffnungen gesetzt hatte. Er wurde nicht nur der Unfähigkeit und Feigheit, sondern auch des Verrats beschuldigt. Nach Ende des Krieges wurde er 1872 auf sein Verlangen verhaftet, um vor ein Kriegsgericht gestellt zu werden. Dasselbe trat im Oktober 1873 unter dem Vorsitz des Herzogs von Aumale im Schloss Trianon zusammen, erklärte ihn unter dem Druck der öffentlichen Meinung, die einen Sündenbock verlangte, und unter dem Einfluss seiner politischen und persönlichen Gegner in der Armee am 10. Dezember einstimmig der Pflichtverletzung für schuldig und verurteilte ihn nach vorheriger Degradierung zum Tode.
Auf ein Gnadengesuch des Kriegsgerichts hin verwandelte Marschall Patrice de Mac-Mahon die Todesstrafe in zwanzigjährige Haft. Bazaine wurde auf die Insel Sainte-Marguerite bei Cannes gebracht. Von dort entfloh er am 10. August 1874 mit Hilfe seiner Frau und wahrscheinlich mit geheimer Zulassung seitens der Beamten. Er lebte bis zu seinem Tod 1888 in völliger Zurückgezogenheit in Madrid.
Die Geschichte Bazaines und das damit verbundene französische Trauma greift Roger Vitrac in seinem surrealistischen Drama „Victor oder Die Kinder an der Macht“ auf.

## Werke
- Rapport du maréchal Bazaine : Bataille de Rezonville. Le 16 août 1870. – Brüssel : Auguste Decq, 1870
- La capitulation de Metz : Rapport officiel du maréchal Bazaine. – Lyon : Lapierre-Brille, 1871
- L’armée du Rhin depuis le 12 août jusqu’au 29 octobre 1870. – Paris : Henri Plon, 1872
- Episodes de la guerre de 1870 et le blocus de Metz par l’ex-maréchal Bazaine – Madrid : Gaspar, 1883 (wurde in Frankreich sofort verboten)